# Комната смеха

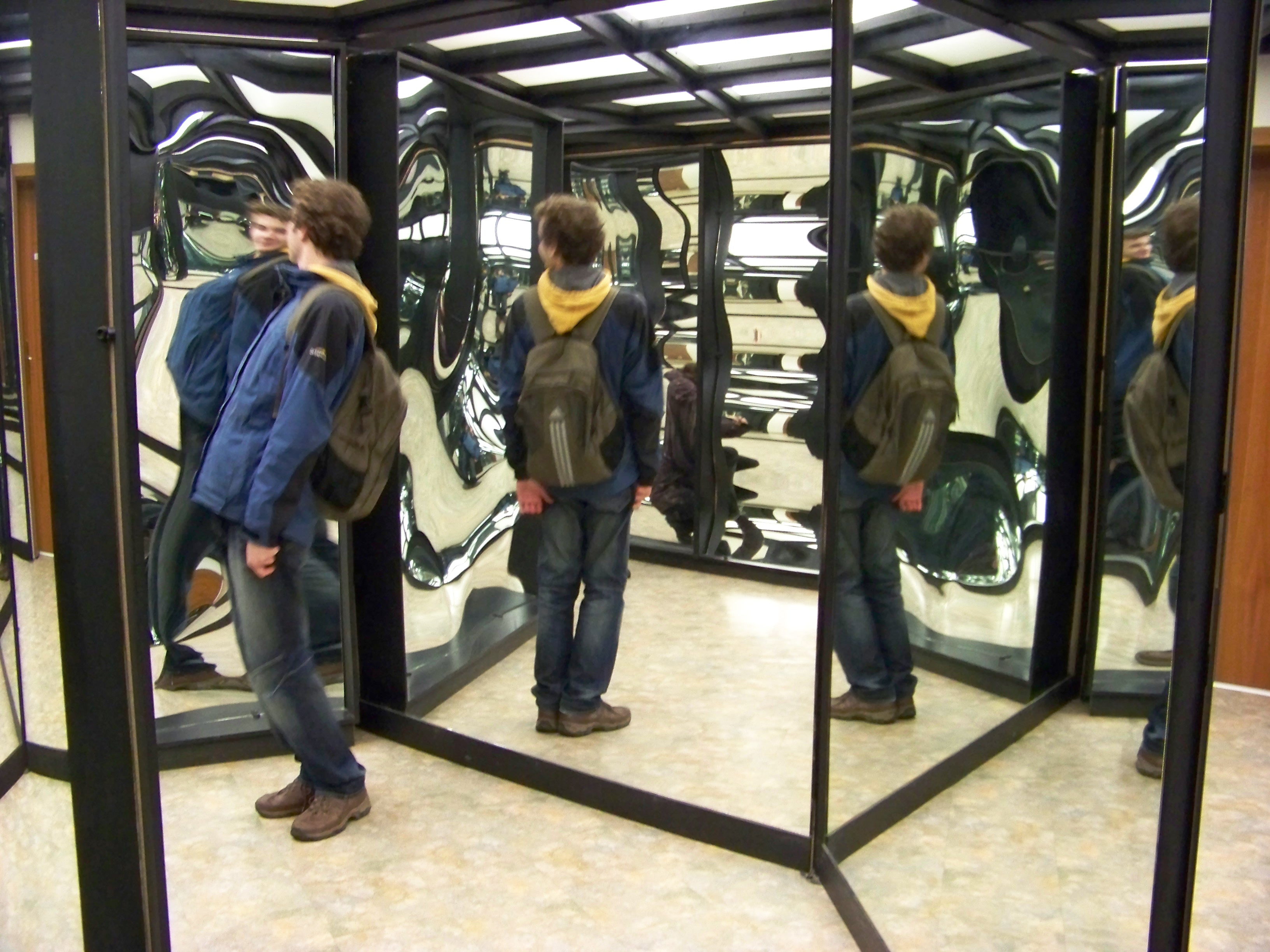
Комната смеха в Чехии

Комната смеха (комната кривых зеркал; в английском языке «дом зеркал» или «зал зеркал») — традиционный аттракцион в парках развлечений. Основной концепцией комнаты смеха является головоломка типа лабиринта, но в дополнение к сбивающим с толку элементом лабиринта пространственным ощущениям, визуальные ощущения также запутываются путём изготовления стен лабиринта из оптически отражающего материала, чаще всего стеклянных зеркал. Иногда каждое зеркало может быть деформировано путём искривления, придания выпуклой или вогнутой формы, чтобы передать участвующим необычное и сбивающее с толку отражение самих себя.
Комната смеха обязана своим происхождением зеркальному залу в Версальском дворце.